# Leandro Messineo
Leandro Carlos Messineo (Olavarría, 13 september 1979) is een Argentijns wielrenner.

## Overwinningen
2010
3e etappe Ronde van Ecuador
2011
5e etappe Ronde van San Luis
 Argentijns kampioen tijdrijden, Elite
 Pan-Amerikaans kampioen tijdrijden, Elite
2012
2e etappe Ronde van Bolivia
Puntenklassement Ronde van Bolivia
2013
Puntenklassement Ronde van San Luis
 Argentijns kampioen tijdrijden, Elite
3e etappe Ronde van Bolivia (ploegentijdrit)

## Ploegen
- 2012 –  San Luis Somos Todos (vanaf 1-9)
- 2013 –  San Luis Somos Todos
- 2014 –  San Luis Somos Todos
- 2015 –  San Luis Somos Todos

Badde · Claveles · Díaz · Giacinti · Guevara · J.A.Lucero · Martínez · Messineo · Murgo · Quiroga · Sartasov · Sosa · Velázquez
Badde · Claveles · Díaz · Giacinti · Godoy · Guevara · Juárez · A.Lucero · J.A.Lucero · Martínez · Messineo · Murgo · Quiroga · Sartasov · Sosa · Velázquez
Díaz · Giacinti · Godoy · Guevara · Juárez · J.A.Lucero · A.Lucero · Martínez · Messineo · Moyano · Murgo · Quiroga · Sartasov · Sosa · Velázquez
Giacinti · Godoy · Guevara · Juárez · J.A.Lucero · A.Lucero · Martínez · Messineo · Mini · Moyano · Murgo · Quiroga · Richeze · Sartasov · Sosa